# Enzo Mattesini
Enzo Mattesini (Sansepolcro, 1947) è un linguista e filologo italiano.

## Biografia
Enzo Mattesini, allievo di Francesco Alessandro Ugolini all'Università degli Studi di Perugia, è professore ordinario di Storia della lingua italiana (L-FIL-LET/12).

Insegna Storia della lingua italiana (laurea triennale) e Dialettologia italiana (laurea magistrale) presso il Dipartimento di Lettere – Lingue, Letterature e Civiltà antiche e moderne (già Facoltà di Lettere e Filosofia) dell'Università degli Studi di Perugia. In vari anni ha tenuto per supplenza o incarico anche l'insegnamento di Filologia romanza.

Fra le sue principali pubblicazioni in volume si segnalano le edizioni critiche del poema epicogiocoso in dialetto cortonese di Francesco Moneti, "Cortogna aliberèta" e del poema eroicomico "Il Catorcio d'Anghiari" di Federigo Nomi, lo studio linguistico del «Diario nepesino» in volgare quattrocentesco, l'"Indice lessicale" del "Valeriu Maximu in vulgar messinisi", il "Vocabolario del dialetto del territorio orvietano", preceduto da un ampio studio preparatorio, la raccolta di proverbi e modi di dire e quella di testi di tradizione orale nel dialetto di Borgo Sansepolcro, nonché l'edizione critica (in collaborazione con L. Gentili) delle poesie di Fernando Leonardi, accompagnata dal saggio sul dialetto.

È autore di numerosi studi sui volgari medievali toscani, umbri e laziali e sui moderni dialetti dell'Italia mediana, centrale e centro-meridionale, accolti in Atti di convegni, singole monografie e in alcune delle più importanti riviste della linguistica italiana; si è occupato di scrittura femminile, con particolare riguardo al “Diario” spirituale (Napoli 2000) e alle lettere di s. Veronica Giuliani (Firenze 2005), di volgare esposto (con cinque saggi editi in varie riviste e Atti di convegni dal 1997 al 2012), della lingua di Piero della Francesca e di Luca Pacioli (1996, 2007, 2009) e inoltre di toponomastica (2002 e 2007).

È presente come coautore nelle più significative imprese collettive italiane di fine Novecento e di inizio secolo, come l'"Italiano nelle regioni. Lingua nazionale e identità regionali" e l'"Italiano nelle regioni. Testi e documenti", a cura di Francesco Bruni (Torino 1992 e 1994 e poi Milano 1996), la "Storia della lingua italiana" di Luca Serianni e Pietro Trifone (Torino 1996), inoltre i "Dialetti italiani: storia, struttura, uso" a cura di Manlio Cortelazzo e altri (Torino 2002), e infine l'“Enciclopedia dell'Italiano” diretta da Raffaele Simone (Roma 2010).

È direttore dell'«Opera del Vocabolario dialettale umbro», che ha pubblicato negli anni una ricca collana di studi e ricerche (in tutto 15 volumi) e, dal 1987, dirige con Ugo Vignuzzi la rivista «Contributi di filologia dell'Italia mediana», giunta alla sua XXX annata (2017).
Componente del comitato scientifico della Fondazione Piero della Francesca, è anche socio fondatore dell'Associazione Storica dell'Alta Valle del Tevere, che pubblica la rivista Pagine altotiberine, e socio corrispondente della Deputazione di Storia Patria per l'Umbria. È socio dell'Associazione per la Storia della Lingua Italiana (ASLI).

## Principali pubblicazioni recenti (dal 2010)
- Il volgare a Borgo Sansepolcro tra Tre e Quattrocento, in La nostra storia. Lezioni sulla storia di Sansepolcro (Novembre/Dicembre 2009 – Aprile/Maggio 2010). I. Antichità e Medioevo, a cura di Andrea Czortek, Sansepolcro, Editore Gruppo Graficonsul, 2010, pp. 261–330.
- “Perse e brade”. Venature dialettali in alcune sparse tavolette votive di area umbra, in NEOΠΡΟΤΙΜΗΣΙΣ. Studi in memoria di Oronzo Parlangèli a 40 anni dalla scomparsa (1969-2009), a cura di Mario Spedicato, Galatina, EdiPan, 2010, pp. 125–143.
- Francesco d'Assisi, in Enciclopedia dell'Italiano, diretta da Raffaele Simone, Roma, Istituto della Enciclopedia Italiana, vol. I (A-Le), 2010, pp. 517–518.
- Lingua e dialetto a Borgo Sansepolcro dal XVI al XX secolo, in La nostra storia. Lezioni sulla storia di Sansepolcro (Novembre/Dicembre 2010 – Marzo/Aprile 2011). II. Età moderna, a cura di Andrea Czortek, Sansepolcro, Editore Gruppo Graficonsul, 2011, pp. 227–279.
- Autografia del quotidiano. Quattro scritte di Piero della Francesca, in «Lingua e Stile», XLVI (2011), fasc. 2, pp. 225–245.
- Indice lessicale, in Galileo Galilei, Lettera a Cristina, a cura di O. Besomi (ediz. on line).
- Criteri di trascrizione e analisi linguistica, Indice lessicale e Indice dei luoghi e dei nomi propri, in Piero della Francesca, Trattato d'abaco. Vol. I. Testo e note. Vol. II. Disegni, con una stampa anastatica del codice ashburnham 359* della Biblioteca Medicea Laurenziana di Firenze, Edizione Nazionale degli scritti di Piero della Francesca [Commissione scientifica: M. Dalai Emiliani, O. Besomi, C. Maccagni], Roma, Istituto Poligrafico e Zecca dello Stato – Libreria dello Stato, 2012, vol. I, pp. LXVI-LXXI e 221-247.
- Dialetto e italiano locale a Borgo Sansepolcro, in La nostra storia. Lezioni sulla storia di Sansepolcro (Ottobre/Dicembre 2011 – Marzo/Aprile 2012). III. Età Moderna e Contemporanea, a cura di Andrea Czortek, Sansepolcro, Editore Gruppo Graficonsul, 2012, pp. 371–413.
- Coloriture linguistiche perugine nei dipinti di Benedetto Bonfigli, in Filologia e Linguistica. Studi in onore di Anna Cornagliotti, a cura di Luca Bellone, Giulio Cura Curà, Mauro Cursietti, Matteo Milani, Alessandria, Edizioni dell'Orso, 2013, pp. 823–841.
- La lingua di due statuti trecenteschi di Borgo Sansepolcro (Arezzo), in «Contributi di filologia dell'Italia mediana», XXVII (2013), pp. 5–99.
- Dialetto e italiano locale a Borgo Sansepolcro (Arezzo), in «Rivista Italiana di Linguistica e di Dialettologia», XVI (2014), pp. 49–83.
- Tra i Besi, i Polcri e i Polchi: note di antroponimia borghese, in «Lingua nostra», LXXVI (2015), pp. 11–24.
- Testo e lingua di alcuni autografi pierfrancescani, in «Pagine altotiberine», XIX (2015), n. 56, pp. 7–42.
- Piero, Luca e il Borghese. Studi sul dialetto antico e moderno di Borgo Sansepolcro, Sansepolcro, Aboca edizioni, 2016.
- Toponomastica borghese. Nomi di strade, piazze e spazi urbani e nomi di luogo del Comune di Borgo Sansepolcro, Città di Castello, Petruzzi Editore, 2023.